# برج مخابراتی کویت
برج مخابراتی کویت که با نام برج آزادی نیز شناخته می‌شود برجی است که در شهر کویت، پایتخت کشور کویت قرار دارد. این برج ۳۷۲ متر ارتفاع دارد و دومین سازه بلند این کشور است.